# Marja Vis
Maria Margaretha Antje (Marja) Vis (Hoorn, 15 januari 1977) is een Nederlandse oud-schaatsster. Vanaf seizoen 2007/2008 schaatste Vis bij de Hofmeier-ploeg. Op 26 juli 2010 maakte ze bekend te stoppen met de schaatssport.

## Sportcarrière
In eerste instantie blonk Vis uit op de langere afstanden waar ze in 2000 Nederlands kampioene op de 3000 en de 5000 meter werd. Later verbeterde zij zich op de kortere afstanden waardoor ze zich wist te plaatsen voor het EK allround 2002 en het EK allround 2003 waar ze beide keren als zesde eindigde. Ze plaatste zich eveneens voor het WK Allround van 2002, waar ze negende werd, en het WK Allround van 2003 waar ze op de tiende plaats eindigde. In 2007, een seizoen waar ze zonder ploeg zat, herhaalde ze de prestaties van 2003. Op het EK allround 2007 werd ze weer zesde en op het WK Allround van 2007 werd ze weer tiende.
In 2002 nam ze deel aan de Olympische Spelen in Salt Lake City op de 5000 meter en eindigde als dertiende.
Vanaf 2004 had Vis moeite zich te handhaven in de nationale top en wist zich niet meer te plaatsen voor de grote toernooien. Toen ze in seizoen 2004/2005 uit de TVM-schaatsploeg werd gezet, ging ze als eenling verder. Vis maakte een sterke comeback tijdens het NK Allround 2007 waar ze brons pakte. In het seizoen 2007/2008 werd Vis gesponsord door Hofmeier, een financieel detacheringsbureau.

### Tegenwoordig
Op 24 oktober 2007 liep Vis een lichte hersenschudding op tijdens een training in Heerenveen. Tijdens het weekend dat volgde werd er in Thialf de NK Afstanden verreden, waarbij ze op de 3000 meter teleurstellend eindigde als 19e. In november werd ze nog wel zesde tijdens de Kraantje Lek Trofee, maar op 22 december 2007 maakte ze bekend nog onvoldoende in vorm te zijn om deel te kunnen nemen aan het NK allround in Groningen. Daardoor lijkt het erop dat Vis de succesvolle comeback van het vorige seizoen nu geen vervolg kan geven.
Vis heeft in Moskou tijdens de derde world cup-wedstrijd in de B-groep zilver gepakt op de 5000 meter. Met een tijd van 7.18,09 was ze een halve seconde verwijderd van de derde tijd die Annouk van der Weijden reed (7.18,64). Alleen Gretha Smit, die in de A-divisie tot 7.11 kwam, was sneller.
Op 26 december 2008, een dag voor aanvang van het NK Allround, zegde Vis af voor deelname vanwege ziekte. Marije Joling, die eerste reserve is, nam de vrijgekomen plaats in.

## Persoonlijke records
| Afstand    | Tijd    | Datum           | Baan           |
| ---------- | ------- | --------------- | -------------- |
| 500 meter  | 39,86   | 26 januari 2002 | Salt Lake City |
| 1000 meter | 1.19,58 | 9 maart 2001    | Calgary        |
| 1500 meter | 1.55,99 | 3 maart 2007    | Calgary        |
| 3000 meter | 4.04,49 | 4 maart 2007    | Calgary        |
| 5000 meter | 7.02,51 | 11 maart 2007   | Salt Lake City |

## Resultaten
| jaar | NK Afstanden                          | NK Sprint | NK Allround | EK Allround | WK Allround | WK Afstanden      | Olympische Spelen |
| ---- | ------------------------------------- | --------- | ----------- | ----------- | ----------- | ----------------- | ----------------- |
| 1996 | 8e 1500m 9e 3000m 7e 5000m            |           | NC12        |             |             |                   |                   |
| 1997 | 4e 1500m · 3000m · 5000m              | 14e       | NC14        |             |             |                   |                   |
| 1998 | 10e 3000m 9e 5000m                    |           | 8e          |             |             |                   |                   |
| 1999 | 9e 1000m 11e 1500m 9e 3000m 10e 5000m |           | 4e          |             |             |                   |                   |
| 2000 | 3000m · 5000m                         |           | 6e          |             |             |                   |                   |
| 2001 | 5e 3000m · 5000m                      |           | 6e          |             |             |                   |                   |
| 2002 | 3000m · 5000m                         |           | Goud        | 6e          | 9e          |                   | 13e 5000m         |
| 2003 | 4e 1500m 7e 3000m 5e 5000m            |           | Brons       | 6e          | 10e         | 14e 3000m         |                   |
| 2004 | 1500m · 5e 3000m · 8e 5000m           |           | 5e          |             |             |                   |                   |
| 2005 | 8e 1500m 4e 3000m 4e 5000m            |           | 8e          |             |             |                   |                   |
| 2006 | 13e 1500m 10e 3000m 8e 5000m          |           | NC12        |             |             |                   |                   |
| 2007 | 6e 1500m 4e 3000m 4e 5000m            |           | Brons       | 6e          | 10e         | 7e 1500m 6e 5000m |                   |
| 2008 | 19e 3000m                             |           |             |             |             |                   |                   |
| 2009 | 9e 3000m 6e 5000m                     |           |             |             |             |                   |                   |
| 2010 | 14e 3000m 8e 5000m                    |           |             |             |             |                   |                   |

- = geen deelname

NC# = niet gekwalificeerd voor de laatste afstand, maar wel als # geëindigd in het eindklassement